# Kisujjfeszítő izom

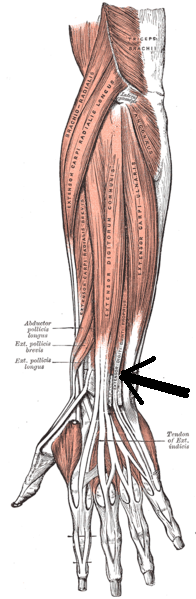
Az alkar izmai (a nyíl mutatja a kisujjfeszítő izmot)

A kisujjfeszítő izom (latinul musculus extensor digiti minimi) egy izom az ember alkarján.

## Eredés, tapadás, elhelyezkedés
A felkarcsont (humerus) külső könyökdudoráról (epicondylus lateralis humeri) ered. Vékony izom, mely végigfutva az alkaron a singcsonti csuklófeszítő izom (musculus extensor carpi ulnaris) és az ujjakat feszítő izom (musculus extensor digitorum) között egy ínban folytatódik, mely átmegy a feszítőizmokat leszorító szalag (retinaculum extensorum) alatt és végül egyesül a közös ujjfeszítőnek a kisujjhoz menő inával.

## Funkció
Feszíti a kisujjat az összes ízületen keresztül.

## Beidegzés, vérellátás
A nervus radialis nervus interosseus antebrachii posterior ága idegzi be és a arteria interossea recurrens látja el vérrel.